# كلايف إليوت
كلايف إليوت (بالإنجليزية: Clive Elliott)‏ هو عالم طيور بريطاني، ولد في 12 أغسطس 1945 في موشي في تنزانيا، وتوفي في 18 أبريل 2018 في أكسفوردشير في المملكة المتحدة بسبب سرطان.